# 태풍 네파탁 (2016년)
태풍 네파탁(태풍 번호: 1601, JTWC 지정 번호: 02W, 국제명: NEPARTAK, 필리핀 기상청(PAGASA) 지정 이름: Butchoy)은 2016년에 북서태평양에서 발생한 첫 번째 태풍으로, 대만과 중국 남동해안에 큰 피해를 준 태풍이다. 네파탁은 미크로네시아에서 제출한 이름으로 의미는 유명한 전사의 이름이다.

## 태풍의 진행

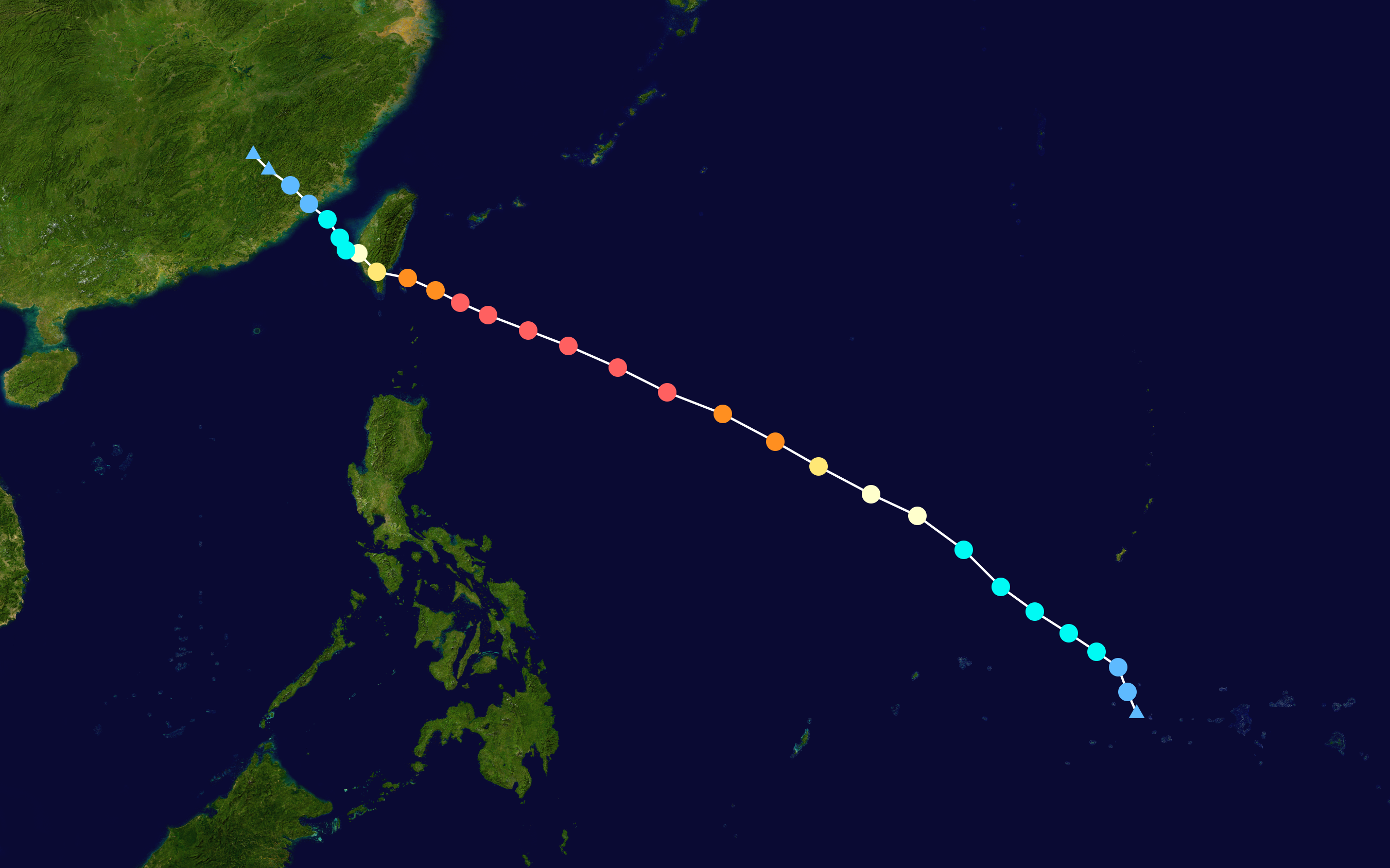
태풍 네파탁의 이동 경로

7월 3일 오전 9시에 중심기압 1002hPa, 최대풍속 18 m/s, 강풍 반경 330 km(남쪽 반경), 크기 '중형'의 열대폭풍으로 미국 괌 남쪽 약 530 km 부근 해상에서 발생하였다.(일본 기상청 태풍정보 속보치 기준) 발생 이후 북서~서북서진하며 서서히 발달해서 7월 6일 오후 4시에 일본 오키나와 남쪽 약 760 km 부근 해상에서 중심기압 900hPa, 최대풍속 59 m/s, 강풍 반경 440 km(북동쪽 반경)의 세력 '맹렬함', 크기 '중형'(일본 기상청 태풍정보 속보치 기준)의 태풍으로 최성기를 맞이한 뒤에 최성기 세력을 2일 가까이 유지했고, 7월 8일 오전 6시 50분경에 최성기 세력에서 조금 약화된 중심기압 935hPa, 최대풍속 46 m/s(일본 기상청 태풍정보 기준)의 세력으로 대만 타이둥 현 타이마리 향에 상륙하였다. 대만 상륙 뒤 급약화되었고, 7월 9일 오후 3시에 중국 푸저우 남남서쪽 약 160 km 부근 육상에 중심기압 992hPa, 최대풍속 21 m/s(일본 기상청 태풍정보 속보치 기준)의 세력으로 재상륙한 뒤에 일본 기상청 기준으로는 7월 9일 오후 9시에 중국 푸저우 서남서쪽 약 160 km 부근 육상에서 중심기압 996hPa의 열대저압부로 약화되었다. 한국 기상청 기준으로는 7월 10일 오전 3시에 중국 푸저우 서쪽 약 250 km 부근 육상에서 중심기압 996hPa의 열대저압부로 약화되었다. 7월 8일 오전에 태풍 네파탁이 대만에 상륙할 때 대만 타이둥 현에서 순간최대풍속 71.3m/s를 기록하였다.

## 피해
이 태풍은 중화민국에 엄청난 피해를 주었다.

## 같이 보기
- 태풍 빌리스 (2000년)
- 태풍 하이탕 (2005년)
- 태풍 스팟 (2007년)
- 태풍 사우델로르 (2015년)
- 태풍 므란티 (2016년)